# Kölcsönzés (nyelvészet)
A történeti-összehasonlító nyelvészetben, a kontaktusnyelvészetben és a szociolingvisztikában használt kölcsönzés terminus egy nyelvi elem bekerülését jelöli egyik idiómából (nyelvből, dialektusból) egy másikba. Egyes nyelvekben található megfelelője (pl. angol borrowing, francia emprunt, román împrumut) ugyanakkor az átvett elemre is használt. A terminus általános a nyelvészetben, bár e tudományon kívüli jelentésével ellentétben a nyelv területén nem valami olyasmire vonatkozik, ami visszajár.
Minden nyelv átvesz nyelvi elemeket kisebb-nagyobb mértékben, és átad ilyeneket kisebb-nagyobb mértékben. Ezek az elemek különböző mennyiségben ugyan, de a nyelv mindegyik aspektusához tartoznak. A legtöbb jövevényelem szókészletbeli, de vannak nyelvtaniak (alaktaniak és mondattaniak), valamint hangtaniak és prozódiaiak is.
Fontos aspektusa a kölcsönzésnek a jövevényelemek beillesztése az átvevő nyelvbe. A nyelvtörténet egy adott momentumában a jövevényelemek különböző beillesztési fokot mutatnak.

## A kölcsönzés körülményei
A nyelvek nincsenek elszigetelve egymástól, hanem kapcsolatban vannak használóik révén, a szomszédság, az együttélés, a migráció vagy a gyarmatosítás következményeként, amely jelenségek gyakran kétnyelvűséget okoznak. Ennélfogva a kölcsönzés a legfontosabb szociolingvisztikai jelenség a nyelvek közötti érintkezésben. Az ilyen körülmények között megvalósuló kölcsönzést egyes szerzők közvetlennek vagy népinek nevezik, és egy adott nyelv története során végig jellemzőek. Ebből a szempontból megkülönböztethető viszonylag régi és viszonylag új kölcsönzés. A magyar nyelvben például a régi jövevényszavak török eredetűek, a legújabbak pedig az angol nyelvből származnak.
A nyelvek nem egyenlőek azt illetően, hogy milyen mértékben vesznek át tőlük nyelvi elemeket más nyelvek. A volt gyarmatosító országok nyelvei nagyobb társadalmi, kulturális és/vagy politikai tekintéllyel rendelkeztek, mint a gyarmatosított népek, következésképpen az utóbbiak sokkal többet vettek át az előbbiektől, mint fordítva: például a vietnámi nyelv a franciából, sok más ázsiai (pl. a Hongkongban beszélt kantoni) és afrikai nyelv az angolból, a tibeti nyelv a kínaiból.
Egyes nyelvek kulturális okokból lettek átadók, központi szerepük lévén nagy civilizációk keretében. Ma is élő nyelvek között ilyenek a kínai (a japán, a koreai, a vietnámi és egyéb kelet-ázsiai és délkelet-ázsiai nyelvek részére), vagy az arab, az iszlám közvetítésével, az urdu, a perzsa, a szuahéli nyelv részére. Ugyanilyen okból egyes nyelvek kihalásuk után is átadók maradtak, mint amilyen az ógörög és a latin a nyugati nyelvek számára, a klasszikus kínai a modern kínai és a japán számára, vagy a szanszkrit a hindi számára. Az ilyen nyelvekből és más műveltségi nyelvekből való kölcsönzést egyes nyelvészek közvetettnek vagy tudósnak nevezik. Az ilyen átvételek rendszerint az idegen nyelvet ismerők szövegfordításai nyomán terjednek el. A magyarban ilyen kölcsönzés történt például a latinból.
Ha egy nyelv nem központi vagy felérendelt szerepű egy másik nyelv beszélőinek szemében, amellyel érintkezik, az utóbbi mégis átvesz nyelvi elemeket az előbbiből, bár kisebb mértékben. Azonban az átvevő nyelvben az ilyen elemek gyakran pejoratív színezetet kapnak. Ez az esete például egyes olyan szavaknak, melyeket a francia a maghrebi arabból vett át, pl. barda ’cókmók’ (arabul ’málhanyereg’), bled ’porfészek’ (ar. ’vidék’) vagy smalah ’pereputty’ (ar. ’család, kíséret’).
A 21. században a legfontosabb átadó nyelv valószínűleg az angol, de ez is átvesz elemeket sok más nyelvből. Ebben a században a kölcsönzést minden nyelv esetében a sokféle emberi kapcsolatok (gazdaságiak, politikaiak, kulturálisak stb.) fejlődése serkenti az utazás és a távközlési eszközök útján.

## A kölcsönzés motivációja
A kölcsönzés legfőbb oka az, hogy egy bizonyos nyelv használóiban feltámad az igény a számukra új dolgok vagy fogalmak megnevezésére. Ezek jellemzően az átadó nyelvi közösségből érkeznek elnevezésükkel együtt. Például a 18. században a franciák átvették az angoloktól elnevezésükkel együtt a frakkot (frac), a szalonkabátot (redingote), a marhasültet (rosbif) stb., a 19. században pedig, többek között, a vasúttal kapcsolatos szavakat: rail ’sín’, wagon ’vagon’ stb. Konkrét főneveken kívül a francia elvontakat is kölcsönzött az angolból, például a politika nyelvezetéhez tartozókat: session ’ülésszak’, budget ’költségvetés’, législature ’parlamenti ciklus’, memorandum, vote ’szavazat’ stb.
Más esetekben a nyelvhasználók szükségesnek tarthatják megnevezni azokat a dolgokat vagy fogalmakat is, amelyek számukra idegenek maradnak, vagy átvételük éppen csak megkezdődött a befogadó közösségben. Ilyenek a japán szusi, a szuahéli szafari, az orosz szamovár, a finn szauna stb.
Előfordul az is, hogy egy adott nyelv már rendelkezik saját szóval, kifejezéssel egy adott tárgy, fogalom stb. leírására, mégis új szavakat kölcsönöznek az eredeti nyelvi elem jelentésének további árnyalására. Ilyen a magyarban a professzor a tanár mellett.
Olykor, bár van a nyelvben teljesen megfelelő szó, stilisztikai okokból történik kölcsönzés, az ismétlést elkerülendő. Ez az oka olyan szinonimapárok keletkezésének, mint bonyolult = komplikált vagy kérdés = probléma.
Olyan jövevények is vannak, melyek nem töltenek be hiányt a nyelvben, hanem szociolingvisztikai motivációjuk van. Még az eredeti alapszókészlethez tartozó egyes szavakat is helyettesíthetnek nagy kulturális tekintélyű nyelvből átvett szavak, bár az alapszókészlet stabilabb, mint a szókészlet többi része. Ez történt például az indiai dravida nyelvek esetében, melyeket a szanszkrit mint a hinduizmus hordozója befolyásol, mivel ezen nyelvek területén ez a vallás dominál.
Szociolingvisztikai motivációjú az olyan kölcsönzés is, amelyet a nyelv más regiszterei végeznek, mint a szokásos, melyben egyébként megvan az átvett szó szinonimája. Ilyen jelenség az amerikai O.K. nemzetközivé válása a fesztelen regiszterben, még a kínaiban is (ōu-kēi). Ugyancsak a kínai nyelv fesztelen regiszterében megjelent az angol bye-bye ’viszlát’ (bāi-bāi, a szokásos regiszterben zài-jiàn), vagy a hindiben és az urduban az angol thank you ’köszönöm’ (thainkyū, szokásos hindi dhyanavad, szokásos urdu shukriya). A forrásnyelvben szokásos regiszteri szó szlengbelivé is válhat az átvevő nyelvben, majd esetleg a fesztelen regiszterbe kerülhet, mint a magyarban a lóvé < romani lovè ’pénz’. A másik szociolingvisztikai póluson helyezkednek el a csak a választékos regiszter által átvett jövevényszavak, mint amilyen a románban az a flata < fr. flatter a szokásos a măguli ’hízelegni’ helyett.
Kulturális okokból régebbi jövevényszavakat újabbak helyettesíthetnek. Ez történt például a román nyelvben, amikor a 19. században elkezdődött területén a modernizáció nyugat-európai hatás alatt. Ekkor a szláv, újgörög és török jövevényszavak egy részét latin, francia vagy olasz szavak helyettesítették. Például a szláv rod szót ’gyümölcs’ jelentésben helyettesítette a latin eredetű fruct, bár csak konkrét értelemben, és a rod megmaradt átvitt jelentéssel és ritkább használattal a választékos nyelvi regiszterben.
Egyes nyelvészek a haszontalannak ítélt idegen szavak használatát divatjelenségnek, a sznobizmus megnyilvánulásának tekintik, melyet az a kívánság motivál, hogy a használóik a gazdagok és erősek közé tartozzanak.

## Kölcsönzéstípusok
A nyelv mindegyik területén vannak átvett elemek, de nem azonos mennyiségben. Fel lehet állítani ebben az értelemben egy csökkenő sorrendet.

### Szavak kölcsönzése
A legszámosabb átvett nyelvi elemek szavak, melyek között a legtöbb a lexikai jelentésű (főnevek, igék, melléknevek, határozószók stb.) Ezek között is a főnevek a legszámosabbak. A japánban például rengeteg kínai eredetű főnév van, de nagyon kevés ilyen ige.
Kisebb mértékben, mint lexikai jelentésű szavakat, lexikai jelentés nélküli szavakat is átvesznek: névmásokat, elöljárószókat, névutókat, kötőszókat stb. Például a török nyelv átvett az arabból vagy a perzsából az és-nek, a vagy-nak, a de-nek megfelelő kötőszókat.
Ami az alapszókészlethez tartozó szavakat illeti, egyes nyelvek nehezebben, mások könnyebben fogadnak be ilyeneket. Az utóbbiak közé tartoznak őshonos ausztráliai, amazóniai vagy új-guineai nyelvek, de az angol is átvett az óészaki nyelvből olyan alapszókészleti szavakat, mint they ’ők’, their ’ők valamije’, skin ’(élő) bőr’, sister ’nővér’, give ’ad’, die ’meghal’. Olyan nyelvek is, mint a japán, a koreai vagy a thai átvettek kínai számneveket, bár nincsenek egy nyelvcsaládban a kínaival.

### Affixumok kölcsönzése
A nyugati indoeurópai nyelvek sok olyan affixumot vettek át a latinból és az ógörögből, amelyekkel szavakat képeznek más eredetű szavakból. A franciában például olyan prefixumok (előképzők) vannak, mint extra- ’-kívüli’, inter- ’-közi’, pro- ’-párti’, trans- ’át-’ a latinból, vagy anti- ’ellen-’, tri- ’hármas-’ a görögből, valamint olyan szuffixumok, mint -al ’-i’, -ation ’-ás/-és’ a latinból, vagy -ite ’-itisz’, -ose ’-ózis’ a görögből.
A 19. század vége felé, amikor Kelet-Ázsiában is elkezdtek terjedni nyugati eszmék, egyes ottani nyelvekben is szükségét érezték affixumok használatának. Például az -izmus és az -izál megfelelőiként kínai szavakat használnak szuffixumokként: japán shakai-shugi ’szocializmus’, ou-ka ’európaivá tesz’, vietnámi âu-hoá ’európaivá tesz’. Érdekes példa a vietnámi nyelvben az in-chê-able ’becsmérelhetetlen’ szó, melyben a chê ’becsmérel’ vietnámi ige, az affixumokat pedig a franciából vették át.

### Prozódiai és hangtani elemek kölcsönzése
A prozódiai elemeket könnyebben veszik át, mint a hangtaniakat. Például a tónusok rendszere hozzávetőlegesen egyformán fejlődött ki a délkelet-ázsiai nyelvek nagy részében, valószínűleg a kínai nyelv hatására.
Egyes nyelvek hangtani vonásaikkal együtt vesznek át szavakat. Például a fülöp-szigeteki tagalog nyelv eredetileg csak az /i/, /u/ és /a/ magánhangzókkal rendelkezett, de átvette a spanyolból, volt gyarmatosítók nyelvéből az /e/-t és az /o/-t is, olyan szavakkal, mint rehiyon ’tartomány’ < región. A román nyelv fonémái között nincs meg az /ø/ (magyar ö) és az /y/ (magyar ü), de az olyan szavak, mint föhn ’hajszárító’ és führer szavak ezekkel ejtendők ki a helyeskiejtési szótár szerint.
Prozódiai és hangtani kölcsönhatás példája a magyar és a szlovák nyelv közötti hasonlóság a hangsúlyozás és a fonémák rendszere tekintetében.

### Tükörfordítás
A tükörfordítás sajátos típusa a kölcsönzésnek.
Lehet szó lexikai jelentés átvételéről. Például a magyar világ szó eredetileg csak ’világosság’-ot jelentett, de a szláv světъ ’fény; mindenség’ szó második jelentését is átvette, és végül csak ez maradt meg.
Olykor idegen összetett szó mintáját veszik át, pl. anyanyelv < német Muttersprache, máskor idegen képzett szóét: főnök < ném. Häuptling.
Frazeológiai tükörfordításról van szó, amikor állandósult szókapcsolatot fordítanak le szóról szóra, pl. ang. paper tiger ’papírtigris’ < kínai zhǐ lǎohǔ.
Grammatikai tükörfordítás is van, amely lehet alaktani. Például a román nyelvben egyes latin eredetű cselekvő igék visszaható alakúak lettek szláv hatásra: a se naște ’születni’ < roditi sę. Mondattani tükörfordítás példája a magyarban a kell menjek típusú szerkezet. „Az erdélyi nyelvhasználatot jellemzi, […] kialakulását segíthette a román nyelv hatása” (< trebuie să merg).
Szórend átvételének is vannak esetei. Például a francia Nord-Coréen ’észak-koreai’ az angol North Korean szórendjét vette át, miközben a francia sztenderd szerint Coréen du Nord lenne a szabályos.

## Az átvételek beillesztése
Az átvevő nyelv arra törekszik, hogy a saját hangtani, prozódiai és grammatikai rendszerébe illessze be, valamint írásrendszeréhez és helyesírásához alkalmazza az átvételeket, de egy adott nyelvtörténeti momentumban nem mindegyik létező átvétel azonos mértékben beillesztett. Általában minél régibbek az átvételek, annál jobban beillesztettek.
Az átvett elem az átvevő nyelvben való létének első stádiumában idegennek számít. Egyik útja a megjelenésének két nyelvből származó elemek keverése egyazon beszédfolyamban, olykor egyazon mondatban, ami kétnyelvűek beszédében fordulhat elő. Ezt a jelenséget angolul code-mixing-nek vagy code-switching-nek nevezik.
Az idegen szót ilyennek ismerik a beszélők, és egyáltalán nincs beillesztve a nyelvbe, vagy csak részben beillesztett. Az idegen realitásokat megnevező szavak lehetnek teljesen beillesztettek, de mégis idegenekként ismerik őket. A nyelvi közösségben meglévő realitást megnevező átvétel akkor nem tekinthető már idegennek, amikor teljesen beillesztett, és a „laikus” beszélő nem tudja, hogy átvétel.

### Jelentésbeli beillesztés
Általában a jövevényszó csak az átadó nyelvben meglévő egyik jelentésével illeszkedik be az átvevő nyelvbe. Ha az előzőben általános jelentése van, az átvevő nyelvbe specifikus jelentéssel megy át. Például az angol building akármilyen épületet jelent, de a francia csak azért vette át, hogy több emeletes épületet nevezzen meg vele. Ugyanaz az esete a magyarban a fentebb említett professzor szónak.

### Hangtani és prozódiai beillesztés
Hangtanilag és prozódiailag jól beillesztett jövevényszó az átvevő nyelv mindegyik ilyen vonását átveszi. A beillesztés azon beszédhangok helyettesítését jelenti, amelyek nincsenek meg az átvevő nyelvben, és egyéb hangtani változásokat is alkalmaznak a jövevényszóra, melyek adaptálják a nyelv kiejtéséhez, továbbá megváltozik hangsúlyának a helye, ha ez nem felel meg a nyelv szabályainak.

#### Hangváltozások
Ilyen változások példái az alábbiak:
- a magyarban: palacsinta [ˈpɒlɒt͡ʃintɒ] < rom. plăcintă [pləˈt͡ʃintə] ’lepény’.[30] A magyar nem vesz át idegen beszédhangokat.
- a közép-délszláv diarendszer nyelveiben: meni [ˈmeni] ’menü’ < fr. menu [məˈny].[31] Ezek a nyelvek sem fogadnak be idegen beszédhangokat.
- a franciában: choucroute [ʃuˈkʁut] ’savanyú káposztás étel’ < ném. Sauerkraut [ˈzaʊ̯ɐkʁaʊ̯t] ’savanyú káposzta’,[32] bifteck [bifˈtɛk] < ang. beefsteak [ˈbiːfsteɪk].[29] Angol eredetű szavakban megmarad a [ŋ][33] (pl. camping [kɑ̃piŋ]),[34] amely nem sajátja a franciának.
- a románban: birou [biˈrow] < fr. bureau [byˈʁo] ’iroda’.[35] Egyes idegen szavakban megmaradnak idegen hangok (lásd fentebb a föhn és a führer példákat).
- a japánban: terebijon < ang. television.[36] Olyan idegenekként ismert szavakat, mint bejitarian ’vegetariánus’ és baiorin ’hegedű’ < ang. violin, egyesek vejitarian-nak, illetve viorin-nak ejtenek, bár a /v/ idegen.[8]

#### Egyéb hangtani változások
A jövevényszavak beillesztése céljából egyes nyelvekben olyan hangok is megváltoznak, amelyek megvannak bennük. Például a magyarba régen bekerült szavakra alkalmazták a magánhangzó-harmónia szabályait, mint a szláv čelad-ra, mely család lett. Mégis újabb átvételekre nem alkalmazzák ezeket.
Egyes nyelvekben nincsenek meg őshonos szavakban bizonyos hangkombinációk, ezért saját hangokat építenek ilyenekbe jövevényszavakban. Például a közép-délszláv diarendszer nyelveitől idegenek egyes mássalhangzócsoportok szó végén, ezért közéjük ékelnek egy [a]-t egyes szám alanyesetben, amely nem marad meg más esetekben, pl. franak ’frank’ < fr. franc – franka ’a frank valamije’. Azonban egyes jövevényszavakra nem alkalmazzák ezt a szabályt (pl. mart ’március’), másoknak pedig két változatuk van, pl. talent vagy talenat ’tehetség’.
Egy másik beillesztési tényező a hangok időtartamának a megváltoztatása. Forrásnyelvbeli hosszú hangok megrövidülhetnek az átvevő nyelvben, és fordítva, rövidek meghosszabbodhatnak. Példák: rom. hotar (rövid [a]-val) < magyar határ, rom. struț (rövid [t͡s]-vel) < olasz struzzo ’strucc’ (hosszú [t͡s]-vel), magy. áfonya < rom. afină (rövid [a]-val), magy. affér < fr. affaire (rövid [f]-fel).

#### A hangsúlyozás adaptálása
A szóhangsúly helye megváltozhat az átvevő nyelv hangsúlyozási szabályai szerint.
Olyan nyelvekben, amelyekben a hangsúly helye kötött, mint a magyar, ezt alkalmazzák a jövevényszavakra is, pl. palacsinta < rom. plăcintă (hangsúly a második szótagon). A franciában is kötött a hangsúly helye, de az utolsó szótagon van (lásd a fentebb megadott choucroute [ʃuˈkʁut] < ném. Sauerkraut [ˈzaʊ̯ɐkʁaʊ̯t], és bifteck [bifˈtɛk] < ang. beefsteak [ˈbiːfsteɪk] példákat).
A közép-délszláv diarendszer nyelveiben nem egészen kötött, de korlátozott a hangsúly helye úgy, hogy nem lehet az utolsó szótagon. A szerb sztenderd szigorú ebben a tekintetben, pl. dirigent [diˈriɡent] ’karmester’ < ném. Dirigent [diʀiˈɡɛnt], de a horvát elfogadja az eredeti hangsúlyozást is.
A románban a hangsúly helye még szabadabb, mégis olykor megváltozik a kölcsönzés során, pl. hotar [hoˈtar] < határ [ˈhɑtaːr], interviu ’interjú’ [interˈviw] (< ang. interview [ˈɪntəvjuː]). Hangsúlyozási változatokkal rendelkező átvételek is vannak, pl. a manager ’menedzser’ szó esetében: a hangsúly helyének megtartásával [ˈmanad͡ʒer], és annak megváltoztatásával [maˈnad͡ʒer].

#### Grammatikai beillesztés
Az agglutináló nyelvek és a flektálók többnyire adaptálják a jövevényszavakat a saját toldalékolási rendszerükhöz. Azok, amelyek rendelkeznek a nem nyelvtani kategóriájával, nemmel látják el a főneveket, azok, amelyekben van névszóragozás, besorolják a főneveket és a mellékneveket egy ragozási osztályba, mind alkalmazzák rájuk a többes szám jelölését (esetleg egyes kivételekkel), és mind besorolják az igéket az igeragozási osztályaikba. A jövevényszavakat felhasználják új szavak alkotására.
Az alábbiakban látható néhány beillesztési jelenség.
A magyarban vannak például preferált képzők az igék alapalakjának a képzésére idegen főnevekből vagy idegen igék beillesztésére, pl. szortíroz, prejudikál.
A franciában a főnevek és a melléknevek többes számú alakjának a jele legtöbbször az írott -s, amit csak ritkán ejtenek ki. A beillesztett jövevényszavak felveszik (pl. des géraniums ’muskátlik’, des casinos ’kazinók’), de egyes idegen szavaknak megmarad az eredeti többes jele, pl. des spaghetti ’spagetti’, olykor -s-sel is (spaghettis), de mindkét esetben ugyanúgy kiejtve. Az átvett főnévi igenevek többnyire az -er képzőt kapják, és ezzel az illető igék az ún. első igeragozási csoportba kerülnek.
A románban nemcsak a régebbi jövevényszavak, hanem az idegenek is kapnak határozott végartikulust (pl. managerul), és ragozzák őket a végződésük szerint: (cowboyului ’a cowboynak’, mass-mediei ’a médiának’). A főnévi igenevek leggyakrabban az -a képzőt kapják, és ezzel az igék az 1. ragozási csoportba kerülnek, pl. a implementa ’végrehajtani’.
Az angolban is az idegen főnevek az -s-t kapják többes számban, amit ki is ejtenek, de egyes idegen szavak esetében ingadozás van, pl. a cactus ’kaktusz’ többes számú alakja lehet cacti vagy cactuses.
A közép-délszláv diarendszer nyelveiben három preferált képző van az idegen igék beillesztérésére (organizovati ’szervezni’ formirati ’alakítani’, operisati ’műteni’), de esetükben nem különbözik egymástól a két igeszemlélet, mivel csak egy alakjuk van. Mindegyik főnevet beépítik a ragozási osztályokba akkor is, ha első szám alanyesetben idegen végződésük van. A többi eset ragjait ehhez adják hozzá, olykor kötőhangzó segítségével: tabu ’tabu’ – tabua ’a tabu valamije’, žiri ’zsűri’ – žirija ’a zsűri valamije’. Viszont egy másik szláv nyelvben, az oroszban, sok magánhangzóra végződő szó kap ugyan nemet, amely a melléknévi jelzővel való egyezésben nyilvánul meg, de változatlan alakúak maradnak számban és esetben még olyan szavak is, amelyeknek van az oroszban létező végződésük: жюри (zsjuri) ’zsűri’, кофе (kofé) ’kávé’, радио ’rádió’.

#### Az írás adaptálása
A jövevényszavak írásának adaptálása több tényezőtől függ. Ha az átvevő nyelv írásrendszere teljesen különbözik a átadó nyelvétől (pl. angol – japán), a jövevényszavakra az átvevő nyelv írásrendszerét alkalmazzák. Ha a két nyelv írásrendszere azonos, például ugyanazt az ábécét használják, a jól beillesztett jövevényszavakat az átvevő nyelv írása és helyesírása szerint írják, és a még idegen szavakat úgy is írhatják, mint az átadó nyelvben, vagy ingadozik az írásmódjuk.
A magyar elvben a saját helyesírását alkalmazza, pl. dzsem, meccs, víkend. Vannak azonban kivételek viszonylag újonnan a nyelvbe került idegen szavak írását illetően (pl. cowboy), de még viszonylag régiekben is (pl. guillotine). Egyesek részben megtartják az eredeti írásmódjukat, de nem a magyarban szokásos írás–kiejtés megfelelés szerint ejtik ki őket, pl. millió rövid [l]-lel ejtendő ki.
A románban is a régebbi angol eredetű átvételek helyesírása teljesen adaptált (blugi ’farmernadrág’, gem ’dzsem’, meci ’meccs’), de az újabbak megtartják az eredeti írott alakjukat: cowboy, fairplay ’sportszerűség’, week-end ’víkend’.
A franciában jellemző a bifteck főnév esete az írásbeli beillesztés fejlődését illetően. A nyelvbe való bekerülésekor úgy írták, mint az angolban, majd voltak olyan változatai, mint beefstake, beefsteck és beefteak, végül a helyesírása mégis részben idegen maradt, mivel ck-val írják.
Azon közép-délszláv diarendszerhez tartozó nyelvekben, amelyek úgy a cirill, mint a latin ábécét használják (a szerb nyelv és a montenegrói), minden jövevényszót a saját helyesírási szabályaik szerint írnak mindkét ábécével, beilleszkedési fokuktól függetlenül, beleértve az idegen tulajdonneveket is: džem ’dzem’, kauboj ’cowboy’, Šekspir ’Shakespeare’. A horvát nyelvben és a bosnyákban, amelyek csak a latin ábécét használják, a szabály ugyanaz, kivéve, hogy a tulajdonneveket az eredeti nyelven írják, ha az is a latin ábécét használja.
A japánban nemcsak az idegen szavak írására, hanem a jövevényszavakéra is, legyenek azok régebbiek vagy újabbak, a három japán szótagírás-féle közül a katakana nevűt használják. Még a több század óta a nyelvbe került, és egyéb szempontból beilleszkedett portugál eredetű pan ’kenyér’ szót is így írják.

## A kölcsönzés iránti attitűd
Megkülönböztetendő a kölcsönzésre vonatkozóan egyrészt a „laikus” nyelvhasználók, másrészt a nyelvvel foglalkozó szakemberek és esetleg a hivatalosságok attitűdje. Az előbbiek spontán módon fogadnak el és használnak idegen szavakat, nehezebben vagy könnyebben különféle tényezőktől függően. Az utóbbiak között széles skálája van az attitűdöknek, a liberalizmustól a purizmusig, nyelvtől, annak adott történelmi időszakától, de még politikai tényezőktől is függően.
A magyar nyelvvel kapcsolatban a kölcsönzés kérdése a nyelv sztenderdizálása kezdetekor merült fel, a 19. század első felében zajló nyelvújítási mozgalom keretében. Ennek tendenciája új szavak alkotása volt őshonos elemekből szóösszetétel, szóképzés és tükörfordítás útján, azzal a céllal, hogy kiküszöböljék a kölcsönzést a korban megjelenő új realitások megnevezésekor. Akkor is, és utólag is ellentét volt liberalizmus és purizmus között az idegen szavak befogadását illetően, és inkább liberális időszakok váltakoztak inkább puristákkal. Például a 19. század végétől az 1930-as évekig sok angol, a sport területéhez tartozó szó került a nyelvbe (futball, korner, meccs stb.), melyeket utóbb a sztenderd nyelvváltozatban magyar szavak váltottak fel, de egyesek tovább éltek a fesztelen nyelvi regiszterben. Egyes nyelvekkel összehasonlítva, mint például a román, a magyar visszafogottabb a kölcsönzéssel szemben. Miközben a magyar nyelv szókészletének csak 7%-a áll jövevényszavakból, a románban ez az arány 60%-on felüli. Ennek egyik magyarázata az lehet, hogy a magyarban viszonylag könnyen lehet szóösszetétellel és képzéssel új fogalmaknak megfelelő ún. „világos”, azaz motivált szavakat alkotni, amelyek elemei a beszélők többsége által ismertek, miközben ez nem lehetséges minden nyelvben. Ezért például egy olyan szó, mint újságírás célszerűbb a nem világos, és még hosszabb is zsurnalisztika szónál.
A francia nyelv történetében nem merült fel a kölcsönzés kérdése a 16. századig, amikor az írástudók elkezdtek foglalkozni vele a szternderdizálás kezdetével kapcsolatban. Általában szükségesnek látták a kölcsönzést főleg a latinból és az ógörögből. Egyesek kiálltak a Franciaország területén beszélt egyéb idiómákból való átvételek mellett is, amit mások elleneztek. Ugyanabban a században nagyon sok olasz szó került a franciába, ami ellen felléptek egyes írástudók, akkor még sikertelenül. A 17. században, a francia klasszicizmus kibontakozásának körülményei között purizmus nyilvánult meg. Az akkori irodalmi nyelv normái kiküszöbölni igyekeztek többek között az olasz szavakat. A 20. század közepe óta, párhuzamosan az amerikai befolyás növekedésével, a frankofón országok nyelvi politikája korlátozni próbálja az anglicizmusok behatolását a franciába. Ennek céljából a nyelv szternderdjével foglalkozó hivatalos intézményeket állítottak fel, amelyek meglévő francia szavakat vagy a franciában újonnan alkotott szavak használatát ajánlják idegen szavak helyett. Ugyanakkor jogszabályokat is elfogadtak a francia nyelv javára.
A közép-délszláv diarendszer nyelveit összehasonlítva észrevehető, hogy a horvát sztenderd kevésbé befogadó, mint a többi nyelvé, ami kapcsolatban van Horvátország függetlenségi törekvéseivel. A horvát sztenderd nyelvváltozat kialakulásának során voltak olyan időszakok, amikor könnyebben, és olyanok, amikor nehezebben kölcsönzött, de általában a sztenderddel való foglalkozásban a kölcsönzésellenes purizmus dominál. Ez már a 17. században is észrevehető volt, és megmaradt a 21. században is, ami gyakori, értelmiségiek által végzett tudatos szóalkotásban vagy tükörfordításban nyilvánul meg. A horvát és a szerb sztenderd közötti közeledés időszakaiban, az első világháború előtt és után, majd a második világháború után, a szerb hatására, mely sztenderdje könnyebben fogad be átvételeket, ezek számosabbak voltak a horvátban is. A legnagyobb fokú purizmus az ún. Független Horvát Állam létezése alatt volt, amikor a szerbben is meglévő jövevényszavakat rendszeresen helyettesítették horvát alkotásokkal, de a kommunista Jugoszlávia idejében visszatértek a könnyebb kölcsönzésre. A nyelvi purizmus újra megerősödött az 1991-ben történt független Horvát Köztársaság kikiáltása után.